# Cojoiu, Dâmbovița
Cojoiu este un sat în comuna Vârfuri din județul Dâmbovița, Muntenia, România.
Numele Cojoi vine de la paznicii de păduri, denumiți local si cojoieni.